# Виселки
Виселки (рус. Выселки) насељено је место руралног типа (станица) на југозападу европског дела Руске Федерације. Налази се у централном делу Краснодарске покрајине и административно припада њеном Виселковском рејону чији је уједно и административни центар.
Према подацима националне статистичке службе РФ за 2017, станица Виселки је имала 19.426 становника.

## Географија
Станица Виселки се налази у централном делу Краснодарске покрајине на неких 77 километара североисточно од Краснодара. Село лежи у јужном делу Кубањско-приазовске степе на надморској висини од 53 метра.
Кроз насеље пролази деоница железничке пруге Тихорецк−Краснодар.

## Историја
Подручје савременог Виселковског рејона је све до 1870-их година било доста ретко насељено, а до нешто интензивнијег насељавања долази тек крајем XIX века. Године 1892. на месту савременог насеља основан је заселак Воровсколески који је деценију касније, 1903. године, претворен у станицу Виселковски.

## Демографија
Према подацима са пописа становништва 2010. у селу је живело 19.426 становника.
| 1959.  | 1970.  | 1979.  | 1989.  | 2002.  | 2010.  |
| ------ | ------ | ------ | ------ | ------ | ------ |
| 14.455 | 14.960 | 15.985 | 17.683 | 18.507 | 19.426 |